# Futbolo Klubas Nemunas Alytus
Il Futbolo Klubas Nemunas Alytus, storicamente conosciuto come Dainava Alytus era una società calcistica lituana con sede ad Alytus scioltasi nel 1992.

## Storia
Fondato nel 1935, conobbe la prima stagione in massima serie nel 1942-'43, quando perse la finale del girone di Sudovia contro il Sveikata Kybartai, non riuscendo ad accedere ai gironi per il titolo.
In epoca sovietica giocò spesso nel massimo campionato lituano (all'epoca un semplice campionato regionale): vi si affacciò per la prima volta nel 1960-'61, quando finì 19° col nome di Kooperatininkas, mentre due stagioni più tardi retrocesse, anche per il cambio di formato del campionato.
Ritornò in Aukščiausioji lyga nel 1970, dopo aver vinto la seconda serie lituana; qui rimase vincendo il campionato nel 1975, fino al 1981, quando finì 16° e retrocesse. Vi fece nuovamente ritorno a partire dal 1987, fino alla ritrovata indipendenza della Lituania: al termine del campionato 1990, però, non ottenne la qualificazione alla rinata Lietuvos Lyga, dovendo ripartire dalla 1 Lyga.
Anche qui, però, non ebbe fortuna, retrocedendo immediatamente in terza serie. Dopo due stagioni in terza serie e un cambio di nome (ispirato al fiume Nemunas che scorre nella città di Alytus), la società scomparve definitivamente.
Nel 2010 l'Alytis Alytus si fuse con il Vidzgiris (altra squadra di Alytus) per dare vita al Futbolo Klubas Dainava Alytus che prese il nome storico di Dainava Alytus.

### Nomi storici
- 1937-1959: Futbolo Klubas Dainava Alytus
- 1960: Kooperatininkas Alytus
- 1961-1986: Dainava Alytus
- 1987-1989: Poringė Alytus
- 1990-1991: Dainava Alytus
- 1992: Nemunas Alytus

## Palmarès

### Competizioni nazionali
- Campionato della RSS lituana: 1

1975

### Altri piazzamenti
- Campionato della RSS lituana:

Secondo posto: 1972
Terzo posto: 1973